# Utrata (Zakroczym)
Utrata – część miasta Zakroczymia (SIMC 0921935), w województwie mazowieckim, w powiecie nowodworskim. Leży we wschodniej części Zakroczymia, w pobliżu Wisły i mostu im. Obrońców Modlina 1939 r.. Od wschodu graniczy z Nowym Dworem Mazowieckim poprzez drogę ekspresową S2. Znajduje się w odległości 1 km od modlińskiego lotniska. Rozpościera się wzdłuż ulicy Utrata, która biegnie czworobokiem, okalając dawną, do 1961 samodzielną, miejscowość.
W latach 1867–1952 kolonia w gminie Pomiechowo w powiecie warszawskim; 20 października 1933 utworzono gromadę Modlin Twierdza w granicach gminy Pomiechowo, składającą się z Modlina Twierdzy, Modlina Stoczni i kolonii Utrata.
W związku z utworzeniem powiatu nowodworskiego 1 lipca 1952, gminę Pomiechowo zniesiono, a gromadę Modlin Twierdza (już pod nazwą Modlin) wraz z Utratą włączono do nowo utworzonej gminy Modlin.
W związku z reorganizacją administracji wiejskiej jesienią 1954 gromada Modlin weszła w skład nowo utworzonej gromady Modlin Stary, składającej się Modlina Starego, Bronisławki i Modlina (Twierdzy).
31 grudnia 1961 z gromady Modlin Stary wyłączono miejscowości Modlin Stary, Modlin-Lotnisko i Modlin-Twierdza i włączono je Nowego Dworu Mazowieckiego, a pozostały obszar gromady Modlin Stary przekształcono w gromadę Nowy Modlin, oprócz Utraty, którą włączono do Zakroczymia.